# Niebla laevigata
Niebla laevigata är en lavart som beskrevs av Bowler & Rundel. Niebla laevigata ingår i släktet Niebla och familjen Ramalinaceae.   Inga underarter finns listade i Catalogue of Life.